# Comercio de la Corona de Aragón

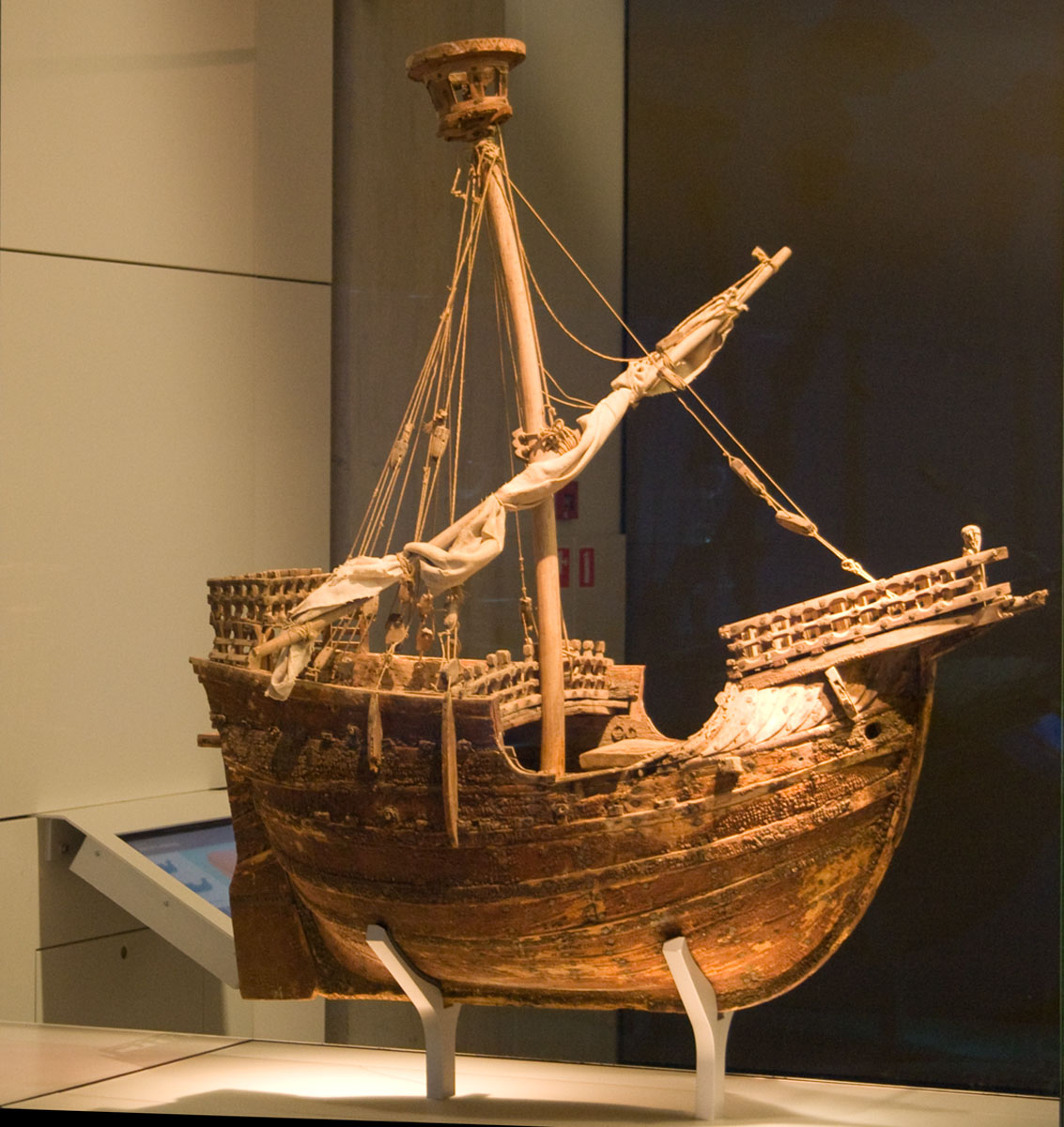
Nave típica medieval catalana: la Coca de Mataró, conservada a partir de un exvoto que dieron unos marineros que sobrevivieron a una tormenta.

La expansión del Comercio de la Corona de Aragón se canalizó en cinco direcciones: el Mediterráneo oriental, el Mediterráneo occidental, la península Itálica, la península ibérica y la Europa continental y del Atlántico norte.

## Expansión comercial

### El Mediterráneo oriental.
El Mediterráneo oriental, llamada Levante o ultramar, era la ruta más rica del comercio aragonés. Más allá del estrecho de Mesina, las embarcaciones que se adentra dividían el rumbo de la siguiente manera: unas, navegando a través de las islas griegas y haciendo escala eventualmente a Quíos y Eubea, se dirigían a Constantinopla, otros haciendo escala en Rodas, se dirigían a Beirut (Siria) y Alejandría (Egipto).
En el sector de la Egeo y Constantinopla, donde los aragoneses gozaban de privilegios, vendían productos agrícolas (azafrán, aceite) y de fabricación (trapo s, dagas, coral), y compraban materias primas (alumbre, cera, cobre, algodón) y esclavos.

Una parte de la Atlas Catalán de Abraham y Jafudà Cresques, judíos mallorquines

En el sector de Ruedas, Siria y Egipto los mercaderes aragoneses también vendían productos agropecuarios y de fabricación y se proveían de artículos de procedencia lejana, sobre todo especies (jengibre, pimienta, canela, laca, incienso), que eran productos caros y fáciles de transportar, susceptibles de dar un amplio margen de beneficios.
El comercio oriental era "la corriente más importante del comercio internacional de Barcelona, que le debía todas sus fortunas y la prosperidad de su clase dirigente".

### Mediterráneo occidental
El Mediterráneo occidental era, para los aragoneses, un ámbito familiar en el que históricamente se mezclaban intereses mercantiles, dinásticos y militares, y en la que el dominio político reforzaba o garantía el auge de los mercaderes. Las áreas de acción preferente eran el norte de África, Sicilia y Cerdeña:
- El África septentrional fue el primer gran mercado. Supieron aprovechar las rivalidades entre los sultanes de la zona para ganar ventajas fiscales y posiciones políticas. Ahí vendían productos muy diversos, agropecuarios, de fabricación (sobre todo trapo s) y de reexportación, y obtenían esclavos, trigo, lana, lino, cera, cuero, coral y productos exóticos.
- Sicilia fue para los mercaderes de la Corona de Aragón una escala en la navegación hacia el Oriente, Nápoles y el norte de África, al tiempo que un lugar de intercambio directo, centrado en ciudades como Palermo, Mesina, Catania y Siracusa, donde había colonias de catalanes que, además, prosperaban gracias al crédito, el comercio del dinero y el seguro. De Sicilia se obtenía trigo, coral, seda, azúcar y algodón, es decir, productos para la alimentación y la industria propias y para la reexportación. En cambio vendían productos agrícolas e industriales diversos (sobre todo trapos) y de reexportación.
- Cerdeña era más bien una escala de la navegación hacia ultramar, Nápoles, Sicilia y Túnez. Sin embargo, había un comercio directo sardocatalà de volumen escaso para la isla y la clientela sardo no eran muy ricos. Los cargamentos hacia Cerdeña eran, pues, poco importantes y muy heterogéneos, si bien los trapos y el vino se ocupaban un lugar importante. En cambio, los puertos sardos se cargaba sal, trigo, lana, queso, cuero, plata, plomo, coral.

### Península italiana
La península italiana fue otra zona abierta al comercio catalán:
- Al sur, el reino de Nápoles, que fue conquistado por el rey Alfonso el Magnánimo en pleno siglo XV, era una zona internacional de intercambio donde se celebraban las ferias de Nápoles, Gaeta y Salerno, centros de abastecimiento y de reexportación para los mercaderes que operaban en ultramar y de comercio triangular dentro del Mediterráneo occidental. Los catalanes obtenían alimentos (vino, trigo), esclavos e materias primas (algodón, seda), y vendían productos de reexportación (procedentes de Sicilia) y productos propios: trapos, lana, cuero, azafrán, sal.
- La Toscana, con las ciudades de Pisa y Florencia, fue seguramente la zona italiana menos favorable al comercio catalán debido a la competencia de los mercaderes florentinos, muy activos en la Corona de Aragón, donde colocaban tejidos de lujo, mientras que los catalanes les vendían materias primas (lana, sal), especias (azafrán, grana), alimentos (arroz, frutos secos) y tejidos de calidad media (paños de lana).
- Con Génova, en la Liguria, las relaciones fueron problemáticas, a veces abiertamente hostiles debido a la competencia catalana y de la conquista de Cerdeña, donde genoveses y pisanos tenían intereses. A pesar de las medidas proteccionistas adoptadas por Génova, los catalanes venían los genoveses lana, trapo si especies, y los genoveses a los catalanes pastel y alumbre. En buena parte eran productos de reexportación.
- De la capital de la Lombardía, Milán, los catalanes obtenían pastel, Fustanyà y productos metalúrgicos, mientras que colocaban productos diversos tales como pieles, grana y lanas. Los mercaderes milaneses estaban activos en Barcelona y Valencia.
- Finalmente, el comercio en el Adriático (Venecia, Ragusa, Ancona) era claramente favorable a los catalanes, que venían productos alimenticios, lana, trapos y otros, entre los cuales algunos de sicilianos, ya cambio obtenían ducados.

### La Península ibérica
La intensidad de los intercambios con los territorios peninsulares que no formaban parte de la Corona de Aragón era desigual: así, mientras con el reino de Granada y la corona de Portugal, por ejemplo, siempre fue un mercado marginal, más interés potencial presentaba la Andalucía castellana, en concreto Sevilla, pero aquí, a pesar de los privilegios obtenidos, el volumen de negocios nunca fue considerable.
Diferente era la situación de los mercados del interior de la península, a los que se accedía a través de Aragón. A través de la cuenca del Ebro el territorio se proveía de productos hispánicos y reenviaba hacia el interior peninsular productos norteafricanos, mediterráneos, orientales y de la propia industria.
Al final de la Edad Media la marina castellana llegó al Mediterráneo, donde rivalizó en la industria del transporte con la aragonesa, y los mercaderes andaluces comenzaron a ser activos en mercados de la Corona de Aragón donde vendían, entre otros productos, pescado secado o salado, cueros, hierro, etc.

### Europa continental y del Atlántico norte
La Europa continental y del Atlántico norte era un ámbito esencial del comercio catalán:
- Al Languedoc, una vez superados los problemas fronterizos con Francia derivados de las guerras de Sicilia, los catalanes se proveían de trigo y pastel, y vendían productos diversos, pero sobre todo trapos y especies orientales.
- A través de los países del Ródano y del Saona llegaban productos muy diversos del norte y del este de Europa, y también de Saboya, Liguria, Lombardía y Alemania meridional, entre los cuales tilos de lino y cáñamo, Fustanyà, cobre, latón y metalurgia, que los mercaderes catalanes pagaban con especies orientales y azafrán producido en Cataluña.
- Los Países Bajos e Inglaterra, los países más septentrionales los que Cataluña dirigía su comercio, eran de vital importancia para absorbían buena parte de la única producción agrícola catalana orientada hacia la venta en el exterior (el azafrán) y porque permitían reexportar con beneficios una parte importante de las especies adquiridas a ultramar. A cambio, los catalanes importaban lana de Inglaterra y sobre todo tejidos ricos de Flandes.

En resumen, en la plenitud del mundo medieval buena parte de la prosperidad catalana reposaba en esta estructura mercantil que integraba, en las actividades de producción y en el comercio, sectores sociales muy diversos, generaba beneficios particulares y alimentaba las finanzas públicas.
Los circuitos mercantiles estaban integrados en una lógica global que en buena parte se basaba en la reexportación de productos, es decir, en la comercialización fuera del territorio catalán de mercancías adquiridas en otros países, sobre todo especies orientales y tejidos flamencos, y en la integración en esta estructura de una parte de la propia producción, sobre todo azafrán y paños de lana.
Dada la interrelación de las rutas marítimas y la reexportación, es lógico que la balanza comercial presentara déficits en unas rutas y superávits en otras, pero todos los indicadores muestran que el saldo final era favorable.

## El comercio interior peninsular
Los intercambios entre los propios reinos de la Corona de Aragón peninsular fueron muy importantes.
Así, las relaciones comerciales entre los condados catalanes y Aragón eran fluidas: Cataluña encontraba en la agricultura (trigo) y la ganadería (lana, carne) de Aragón productos que permitían remediar las carencias de la población. A cambio, Aragón se servía de la mediación de Cataluña para acceder a productos mediterráneos de importación (especies, tejidos de lujo, esclavo s).
Cataluña, el Reino de Valencia y las Islas también mantuvieron intensas relaciones comerciales: los catalanes eran los principales clientes de la producción valenciana (lana, seda, lino, arroz, fruta) que en parte reexportar, y aunque los valencianos compraban poco en Cataluña los catalanes compensaban el desequilibrio invirtiendo capitales en el Reino de Valencia y haciendo de transportistas marítimos.
En el tráfico mercantil entre Mallorca y Valencia, en el que predominaba el intercambio de productos alimenticios y materias primas, la balanza comercial era más equilibrada.

## La industria naval

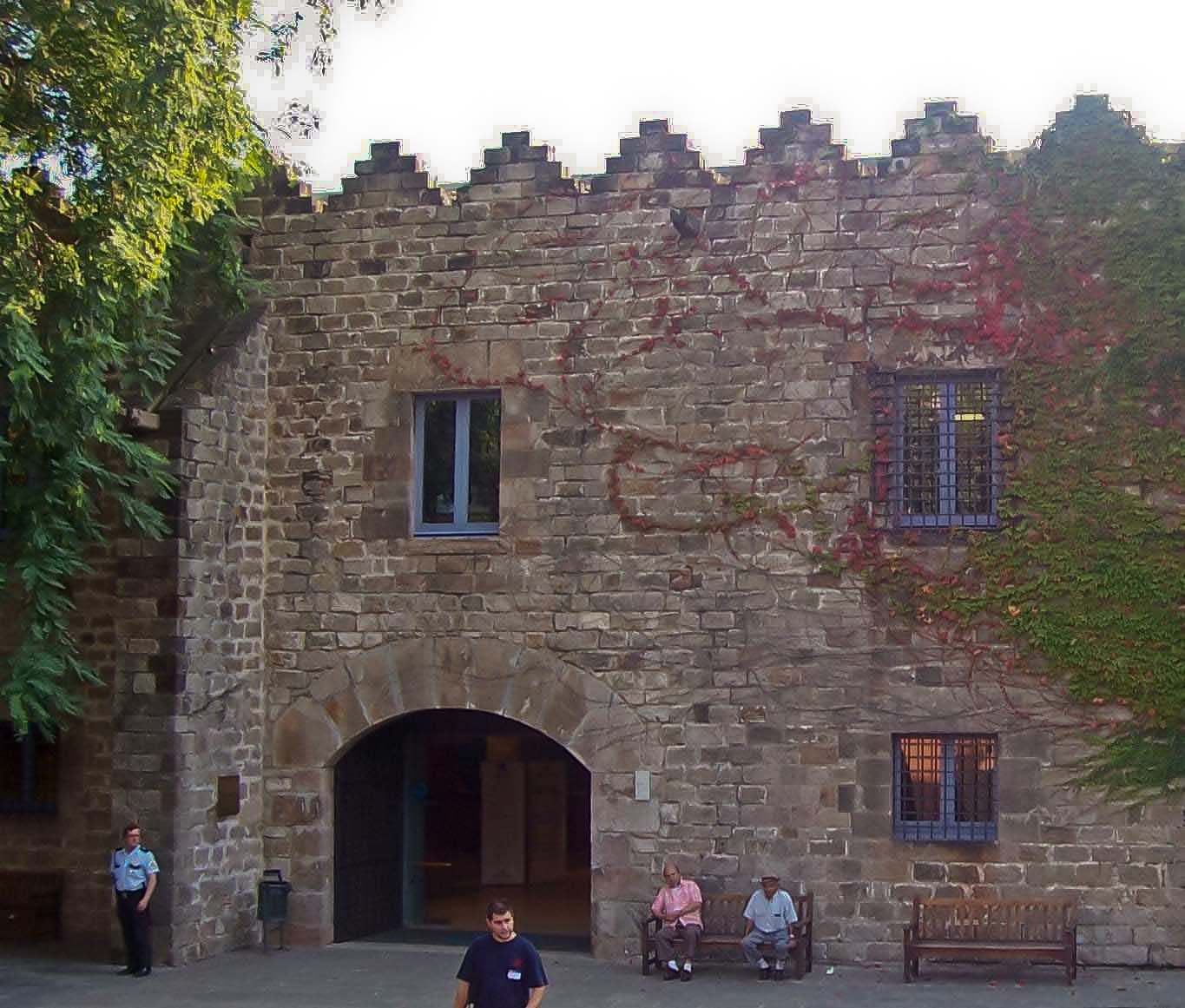
Entrada al Museo Marítimo de Barcelona dentro del edificio de las Reales Atarazanas de Barcelona.

El transporte marítimo se apoyaba sobre una potente industria naval, sector en el que el capital privado encontraba el apoyo de los poderes públicos. Los barcos se construían en las atarazanas, que eran espacios y edificios junto al mar.
Sin embargo, construir embarcaciones, sobre todo cuando eran de gran tonelaje, implicaba inversiones fuertes que los particulares afrontaban asociándose entre ellos. El resultado eran unos barcos de más de un propietario (parçoners), que los explotaban conjuntamente y se repartían los beneficios de los fletes.

### Las atarazanas de Barcelona
La construcción de las atarazanas de Barcelona comenzó por iniciativa de Jaime I (1243), pero el impulso decisivo lo dieron el rey Pedro el Ceremonioso, la ciudad y la Generalísima en el siglo XIV, época en que quedaron terminadas las ocho grandes naves paralelas. Estas atarazanas dotaron a los mercaderes y a la monarquía de una marina potente que tanto servía para comerciar como para hacer la guerra.

### Las embarcaciones
Las embarcaciones empleadas en el comercio mediterráneo de la baja edad media pertenecían a dos tradiciones náuticas: la latina y la atlántica.
La latina, de barcos de remos, líneas planas y vela triangular. A su vez, los barcos de remos se agrupaban en dos familias: la familia de la galera, que era la embarcación más utilizada por los catalanes en las líneas largas de navegación, con una capacidad de carga de entre 10 y 40 toneladas Moorsom, y la familia del leña, de una capacidad no superior a 10 toneladas, destinado a la navegación de cabotaje.
El atlántica, de barcos redondos y vela cuadrada. Los principales buques redondos que navegaban por el Mediterráneo, y que en parte pertenecían a navieros del Cantábrico, eran las naves, de una capacidad de carga de 150 a 200 toneladas, y las tortas.